# 4062 Schiaparelli
4062 Schiaparelli eller 1989 BF är en asteroid i huvudbältet som upptäcktes den 28 januari 1989 av San Vittore-observatoriet i Bologna. Den är uppkallad efter italienska astronomen Giovanni Schiaparelli.
Asteroiden har en diameter på ungefär 5 kilometer och den tillhör asteroidgruppen Flora.